# Рейхель Михайло Йосипович
Миха́йло Йо́сипович Ре́йхель (*8 (20) жовтня 1880, Терни  — †1955) — нарком праці УРСР, заступник наркома юстиції і генерального прокурора УРСР.

## Біографія
Народився в селі Терни нині Недригайлівського району Сумської області. Закінчив 1904 року юридичний факультет Харківського університету. Працював адвокатом у Києві й Харкові.
Спершу меншовик, згодом перейшов до більшовиків. 1920 року — нарком праці УСРР, у 1921—1926 роках — голова Малої Ради Народних комісарів УСРР і одночасно з 1922 — заступник наркома юстиції і генерального прокурора УРСР. Від 1926 року в Москві та на радянській дипломатичній службі. Від 1938 року — викладач державного та цивільного права.

## Основні праці
Автор кількох монографій і багатьох статей у правничих журналах. Серед монографій:
- «Нарис конституційних відносин радянських республік» (1925),
- «Селянські товариства взаємодопомоги й юридична допомога населенню» (1925),
- «Радянський федералізм» (1930),
- «Цивільне право» (1938),
- «Справи про аліменти» (1939),
- «Цивільне законодавство французької буржуазної революції 1789—1794 (до 9 термидора)» (1940),
- «Радянське сімейне право» (1942),
- «Розвиток радянського законодавства про сім'ю» (1948).